# W. L. 고어 & 어소시에이션
W. L. 고어 & 어소시에이션(영어: W. L. Gore and Associates)은 미국의 원단 제조 회사이다. 1958년부터 빌 고어와 비브 고어가 윌버트 L. 고어가 발명한 고어텍스를 제조및 판매하기로 유명하다.

## 같이 보기
- 고어텍스